# 二力平衡公理
《二力平衡公理》是指當系統只受兩個力作用時，討論該物體會發生的變化
作用于剛體上的两力，使刚体保持平衡的充要条件是：该两力的大小相等，方向相反且作用于同一直线上。
若兩力互相平行且方向不同也作用於同一直線上時，若该两力的大小相等，二力會達到平衡，當兩力平衡時，若沒有其他受力，該物體將等速度運動或靜止不動，像這種時候，整個系統只受兩個力的作用，若二力平衡，則該系統合力為0。
若兩力互相垂直且方向不同，若该两力的大小相等，兩力會達到動態平衡，合力是著該兩力中間的分力。
若兩力互相平行且方向不同但作用在不同直線上，若该两力的大小相等，則會發生力矩，並且不會使質心發生加速度！

## 例子
達到兩力平衡的力有可能是張力和壓縮力，此時物體不會發生形變、也有可能是正向力和重力，例如放置於桌面上的書本。